# Bibliothèque francophone multimédia de Limoges
 (mars 2022).
Si vous disposez d'ouvrages ou d'articles de référence ou si vous connaissez des sites web de qualité traitant du thème abordé ici, merci de compléter l'article en donnant les références utiles à sa vérifiabilité et en les liant à la section « Notes et références ».
Pour les articles homonymes, voir BFM.
La Bibliothèque francophone multimédia ou Bfm de Limoges, fondée le 12 septembre 1998 désigne initialement le réseau des bibliothèques de prêt gérées par la municipalité, formé de cinq bibliothèques de quartier (Vigenal, Beaubreuil, Aurence, Landouge, La Bastide) et de la bibliothèque de centre-ville. Cette dernière, la plus grande et la plus fréquentée, est habituellement appelée elle-même Bibliothèque Francophone Multimédia (BFM).

## Le réseau Bfm
La mairie de Limoges a mis en place un réseau de six bibliothèques, dont cinq bibliothèques de quartier :
- Le Vigenal
- L'Aurence
- Landouge
- Beaubreuil
- La Bastide
- La Bibliothèque centrale (centre-ville), dite Bfm.

Le réseau comprend également la médiathèque du Conservatoire, le centre de documentation du Musée de la résistance et de la déportation et la bibliothèque du Musée des Beaux-Arts.
Le fonds total des six entités réunit environ 700 000 documents (dont 250 000 dans les antennes locales). Le nombre de prêts annuels s'élève à un million.
On recense 62 000 inscrits dans l'ensemble du réseau Bfm, soit 30 % de la population communale.

## La bibliothèque du centre-ville

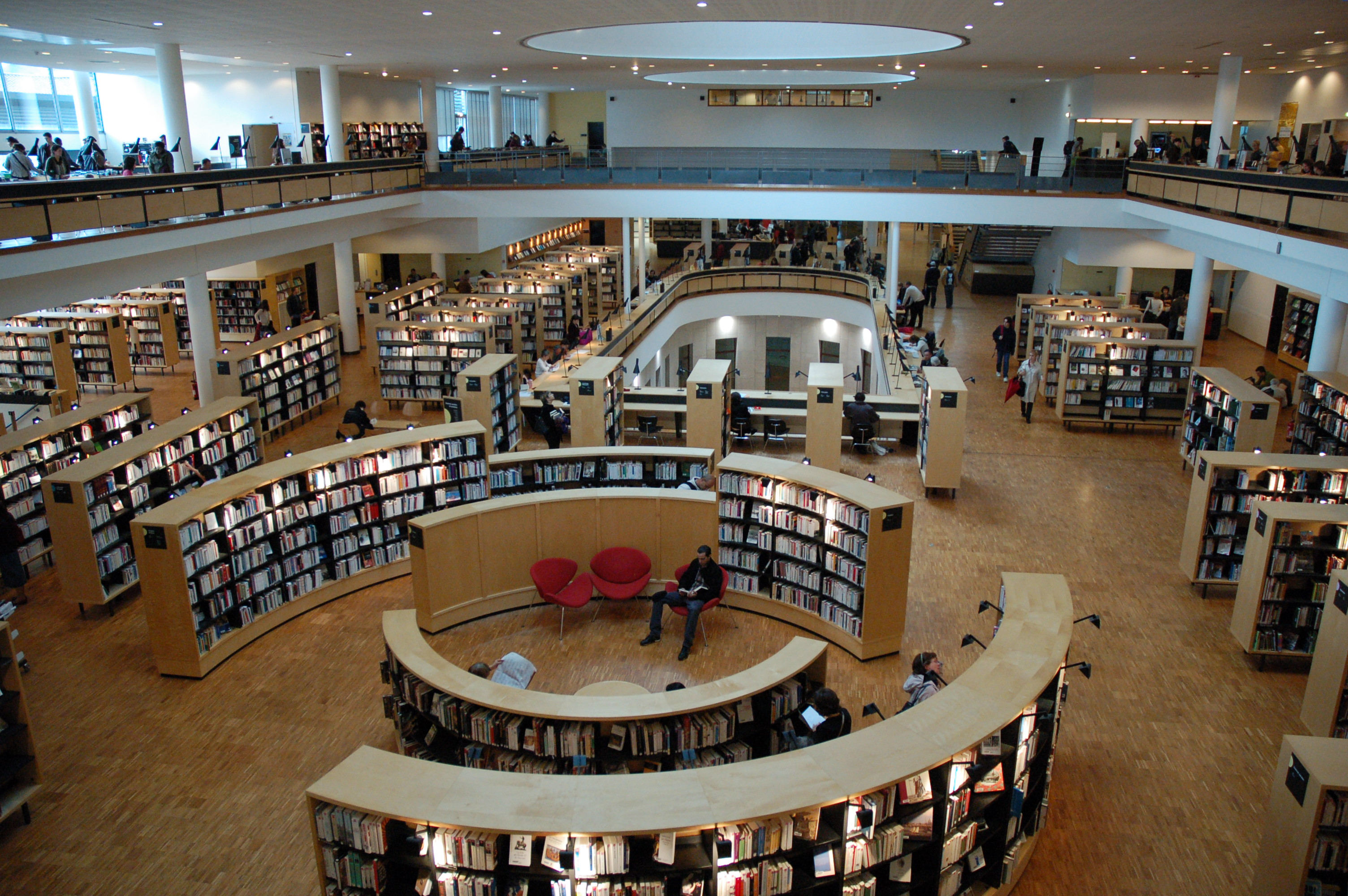
Intérieur de la BFM Centre-Ville

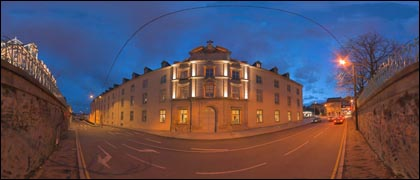
Autre façade

Communément surnommée Bfm, ouverte le 12 septembre 1998,, il s'agit donc de la principale bibliothèque de Limoges et du Limousin. Elle est située à côté de l'hôtel de ville de Limoges. C'est une des douze bibliothèques municipales à vocation régionale (BMVR) de France.
Depuis le 13 septembre 2008, le parvis situé devant le bâtiment s'appelle place Aimé-Césaire.
Pour les dix ans de la bibliothèque, le bâtiment a été illuminé de nuit, entre octobre et novembre 2008, grâce à l'installation de faisceaux bleus aux intersections des vitres des façades.
L'actuel bâtiment remplace l'ancienne bibliothèque municipale installée dans un bâtiment classique bâti en 1896 au bas de la rue Turgot.

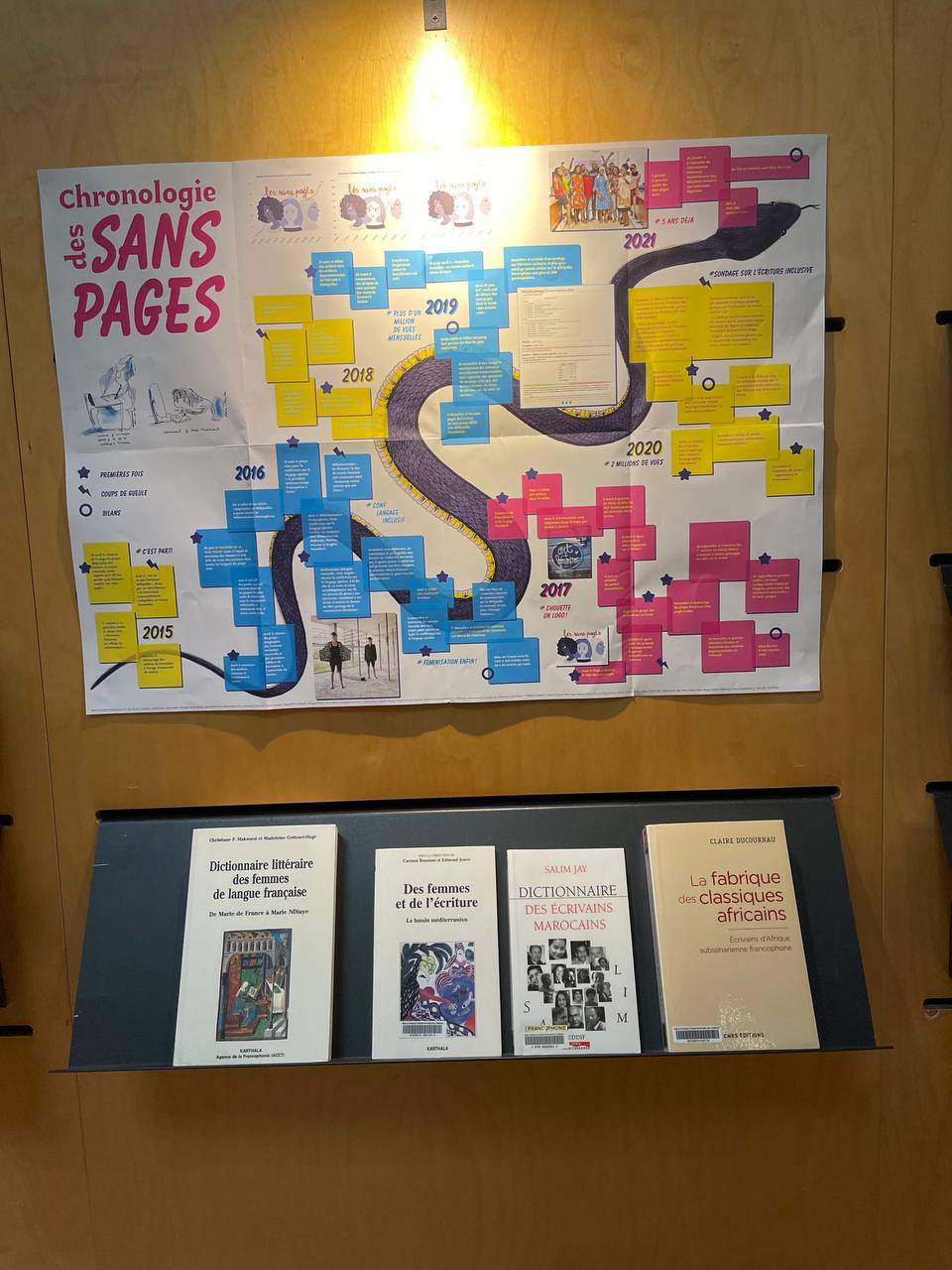
Poster des sans pagEs à la BFM de Limoges en mars 2022.

En mars 2022 un édit-a-thon Wikipédia est organisé en partenariat avec les sans pagEs à la Bfm dans le cadre des Francophonies,.

### Structure
Un jardin d'hiver fait la jonction entre la partie conservée de l'ancien hôpital régional et le nouveau bâtiment. 

### Caractéristiques générales
Des documents sonores enregistrés sont prévus à destination des non-voyants. La Bfm comprend aussi un grand panel de cassettes vidéo, DVD et CD (35 000) disponibles au prêt où à écouter sur place sur l'un des huit postes mis à disposition du public.
Son atelier multimédia donne un accès gratuit à Internet, et des bornes Wi-Fi sont installées dans le hall et dans l'espace de références au fond de la salle principale. Pour  accéder au web, il faut s'identifier avec son nom et son numéro de carte d'usager (inscription gratuite dans le hall).
Labellisé « Bibliothèque Municipale à Vocation Régionale » par le Ministère de la Culture, pôle associé à la Bibliothèque nationale de France dans le domaine du théâtre et de la poésie francophone, pôle associé à la BnF également au titre du dépôt légal imprimeur en région Limousin, l'ensemble culturel fait référence tant en France qu'à l'étranger. Un fonds Limousin et un fonds périodiques sont installés dans l'aile conservée de l'ancien hôpital régional.
Bibliothèque avec un fonds francophone riche de 40 000 volumes, discothèque, vidéothèque, artothèque, espace multimédia et auditorium : l'équipement est à la hauteur du bâtiment et constitue un bel effort pour une municipalité qui place au premier plan la lecture publique et la promotion de l'écrit.
La fréquentation annuelle du lieu se chiffre à 600 000 visiteurs.
Le grand hall de la bibliothèque est orné d'une tapisserie de Rachid Koraïchi, Hommage à René Char, Michel Butor, Mohammed Dib, réalisée à Aubusson et inaugurée en 1998.

### Autres rôles
La Bfm propose aussi des expositions temporaires dans son hall d'accueil, des spectacles et des conférences. Un café littéraire et musical, Le Café littéraire était installé dans le bâtiment, et proposait des concerts et des débats. Il avait succédé en 2013 au Vertigo, qui lui-même avait pris la suite des Matins Céladon en 2011, nommé d'après le livre de Jean Colombier. Le Café littéraire annonce sa fermeture le 15 mars 2018 pour des raisons de sécurité, et a depuis été remplacé par Les Brasseries du Savoir.